# Piissoo
Piissoo – wieś w Estonii, w prowincji Harju, w gminie Kiili.

## Natura
Przez wieś przepływa rzeka Angerja.